# Coppa di Lega 2014-2015 (pallavolo, Grecia)
La Coppa di Lega 2014-2015 si è svolta dal 17 ottobre 2014 al 31 gennaio 2015: al torneo hanno partecipato dodici squadre di club greche e la vittoria finale è andata per la seconda volta all'Olympiakos.

## Regolamento
La competizione vede le 12 squadre provenienti dalla Volley League divise in quattro gironi da 3 squadre ciascuno, al termine dei quali le prime classificate dei quattro gironi si incrociano in semifinale, con le vincitrici che si affrontano nella finale in gara unica.

## Squadre partecipanti
| - AEK Atene - Ethnikos Alexandroupolīs - Arīs Salonicco - Foinikas Syro - Kīfisia - Lamia | - MENT - Olympiakos - Orestiada - Pamvochaïkos - Panathīnaïkos - PAOK |

## Torneo

### Fase a gironi

#### Gruppo A

##### Risultati
| 17 ottobre 2014 GA M. Paraskeyopoylos, Alessandropoli Durata: 1h:12 - Spettatori: ? | Ethnikos Alexandroupolīs | 3 - 0 | AEK Atene                | 25-18, 25-18, 25-14               |
| 18 ottobre 2014 GA M. Paraskeyopoylos, Alessandropoli Durata: 2h:09 - Spettatori: ? | Orestiada                | 3 - 2 | AEK Atene                | 23-25, 25-19, 21-25, 26-24, 15-10 |
| 19 ottobre 2014 GA M. Paraskeyopoylos, Alessandropoli Durata: 1h:27 - Spettatori: ? | Orestiada                | 0 - 3 | Ethnikos Alexandroupolīs | 23-25, 27-29, 20-25               |

##### Classifica
| Pos | Squadra                  | Pt | G | V | P | SV | SP | Ratio | PF | PS | Ratio |
| --- | ------------------------ | -- | - | - | - | -- | -- | ----- | -- | -- | ----- |
| 1   | Ethnikos Alexandroupolīs | 2  | 2 | 2 | 0 | 6  | 0  | MAX   | -  | -  | -     |
| 2   | Orestiada                | 1  | 2 | 1 | 1 | 3  | 5  | 0,600 | -  | -  | -     |
| 3   | AEK Atene                | 0  | 2 | 0 | 2 | 0  | 6  | 0,000 | -  | -  | -     |

#### Gruppo B

##### Risultati
| 17 ottobre 2014 Gymnastirio M.E.N.Toumpas, Salonicco Durata: 1h:58 - Spettatori: ? | MENT | 3 - 1 | Arīs Salonicco | 26-28, 26-24, 25-17, 25-16 |
| 18 ottobre 2014 Gymnastirio M.E.N.Toumpas, Salonicco Durata: 1h:36 - Spettatori: ? | MENT | 0 - 3 | PAOK           | 23-25, 12-25, 32-34        |
| 19 ottobre 2014 Gymnastirio M.E.N.Toumpas, Salonicco Durata: 1h:33 - Spettatori: ? | PAOK | 0 - 3 | Arīs Salonicco | 22-25, 25-27, 27-29        |

##### Classifica
| Pos | Squadra        | Pt | G | V | P | SV | SP | Ratio | PF | PS | Ratio |
| --- | -------------- | -- | - | - | - | -- | -- | ----- | -- | -- | ----- |
| 1   | Arīs Salonicco | 3  | 2 | 1 | 1 | 4  | 3  | 1,333 | -  | -  | -     |
| 2   | PAOK           | 3  | 2 | 1 | 1 | 3  | 3  | 1,000 | -  | -  | -     |
| 3   | MENT           | 3  | 2 | 1 | 1 | 3  | 4  | 0,750 | -  | -  | -     |

#### Gruppo C

##### Risultati
| 17 ottobre 2014 Gymnastirio G. Triantafyllos, Velo-Vocha Durata: 1h:52 - Spettatori: ? | Panathīnaïkos | 3 - 1 | Lamia         | 25-17, 21-25, 28-26, 25-21 |
| 18 ottobre 2014 Gymnastirio G. Triantafyllos, Velo-Vocha Durata: 1h:37 - Spettatori: ? | Pamvochaïkos  | 3 - 0 | Lamia         | 25-23, 25-14, 32-30        |
| 19 ottobre 2014 Gymnastirio G. Triantafyllos, Velo-Vocha Durata: 1h:51 - Spettatori: ? | Pamvochaïkos  | 3 - 1 | Panathīnaïkos | 25-22, 25-19, 23-25, 25-22 |

##### Classifica
| Pos | Squadra       | Pt | G | V | P | SV | SP | Ratio | PF | PS | Ratio |
| --- | ------------- | -- | - | - | - | -- | -- | ----- | -- | -- | ----- |
| 1   | Pamvochaïkos  | 6  | 2 | 2 | 0 | 6  | 1  | 6,000 | -  | -  | -     |
| 2   | Panathīnaïkos | 3  | 2 | 1 | 1 | 4  | 4  | 1,000 | -  | -  | -     |
| 3   | Lamia         | 0  | 2 | 0 | 2 | 1  | 6  | 1,166 | -  | -  | -     |

#### Gruppo D

##### Risultati
| 17 ottobre 2014 AK Melina Merkourī, Rentis Durata: 2h:20 - Spettatori: ? | Foinikas Syro | 3 - 2 | Kīfisia       | 25-22, 17-25, 25-23, 22-25, 17-15 |
| 18 ottobre 2014 AK Melina Merkourī, Rentis Durata: 1h:13 - Spettatori: ? | Olympiakos    | 3 - 0 | Foinikas Syro | 25-16, 25-16, 25-15               |
| 19 ottobre 2014 AK Melina Merkourī, Rentis Durata: ? - Spettatori: ?     | Olympiakos    | 3 - 1 | Kīfisia       | 25-17, 23-25, 27-25, 25-23        |

##### Classifica
| Pos | Squadra       | Pt | G | V | P | SV | SP | Ratio | PF | PS | Ratio |
| --- | ------------- | -- | - | - | - | -- | -- | ----- | -- | -- | ----- |
| 1   | Olympiakos    | 6  | 2 | 2 | 0 | 6  | 1  | 6,000 | -  | -  | -     |
| 2   | Foinikas Syro | 2  | 2 | 1 | 1 | 3  | 5  | 0,600 | -  | -  | -     |
| 3   | Kīfisia       | 1  | 2 | 0 | 2 | 3  | 6  | 0,500 | -  | -  | -     |

### Fase finale
|  | Semifinali               | Semifinali               | Semifinali |            |                          | Finale                   | Finale | Finale |  |
|  |                          |                          |            |            |                          |                          |        |        |  |
|  | Ethnikos Alexandroupolīs | Ethnikos Alexandroupolīs | 3          |            |                          |                          |        |        |  |
|  | Ethnikos Alexandroupolīs | Ethnikos Alexandroupolīs | 3          |            |                          |                          |        |        |  |
|  | Pamvochaïkos             | Pamvochaïkos             | 0          |            |                          |                          |        |        |  |
|  | Pamvochaïkos             | Pamvochaïkos             | 0          |            | Ethnikos Alexandroupolīs | Ethnikos Alexandroupolīs | 1      |        |  |
|  |                          |                          |            |            | Ethnikos Alexandroupolīs | Ethnikos Alexandroupolīs | 1      |        |  |
|  |                          |                          | Olympiakos | Olympiakos | 3                        |                          |        |        |  |
|  | Olympiakos               | Olympiakos               | Olympiakos | Olympiakos | 3                        | 3                        |        |        |  |
|  | Olympiakos               | Olympiakos               |            |            |                          |                          |        |        |  |
|  | Arīs Salonicco           | Arīs Salonicco           | 1          |            |                          |                          |        |        |  |

#### Semifinali
| 30 gennaio 2015 DAK GLYFADAS Makis Liougas, Glifada Durata: 1h:22 - Spettatori: ? | Ethnikos Alexandroupolīs | 3 - 0 | Pamvochaïkos   | 25-20, 25-23, 25-18        |
| 30 gennaio 2015 DAK GLYFADAS Makis Liougas, Glifada Durata: 1h:53 - Spettatori: ? | Olympiakos               | 3 - 1 | Arīs Salonicco | 19-25, 25-19, 25-21, 25-21 |

#### Finale
| 31 gennaio 2015 DAK GLYFADAS Makis Liougas, Glifada Durata: 1h:46 - Spettatori: ? | Ethnikos Alexandroupolīs | 1 - 3 | Olympiakos | 25-22, 16-25, 21-25, 15-25 |